# Bačinci
Bačinci (en serbe cyrillique : Бачинци) est une localité de Serbie située dans la province autonome de Voïvodine. Elle fait partie de la municipalité de Šid dans le district de Syrmie (Srem). Au recensement de 2011, elle comptait 1 180 habitants.
Bačinci, officiellement classé parmi les villages de Serbie, est une communauté locale, c'est-à-dire une subdivision administrative, de la municipalité de Šid.

## Géographie

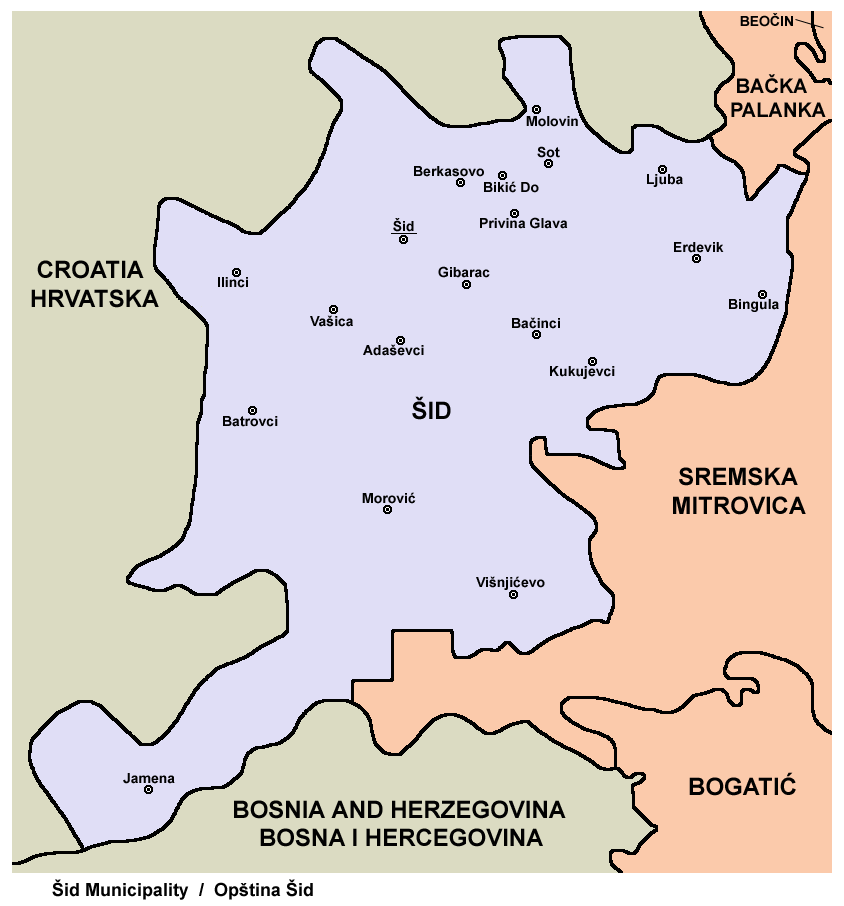
Localisation de Bačinci dans la municipalité de Šid

Bačinci se trouve dans la région de Syrmie, sur les pentes méridionales du massif de la Fruška gora. Les routes européennes E70 et E75, confondues à cet endroit, passent à proximité.

## Démographie

### Évolution historique de la population
| 1948  | 1953  | 1961  | 1971  | 1981  | 1991  | 2002  | 2011  |
| ----- | ----- | ----- | ----- | ----- | ----- | ----- | ----- |
| 1 785 | 1 815 | 1 694 | 1 538 | 1 324 | 1 298 | 1 374 | 1 180 |

|  |

### Données de 2002
Pyramide des âges (2002)
En 2002, l'âge moyen de la population était de 39,5 ans pour les hommes et 43 ans pour les femmes.
Répartition de la population par nationalités (2002)
En 2002, les Serbes représentaient 78 % de la population ; le village abritait un importante minorité de Ruthènes, représentant 15,6 % de la population.

### Données de 2011
En 2011, l'âge moyen de la population était de 43,2 ans, 41,3 ans pour les hommes et 45,2 ans pour les femmes.

## Économie
Bačinci abrite deux coopératives agricoles : ZZ Šid et Merks Kop. La société Big Bull, créée en 1993 et qui a son siège dans le village, dispose de grands abattoirs où l'on procède également à la transformation de la viande ; elle emploie aujourd'hui environ 750 personnes. On y fabrique des produits sous vide, dont des saucissons, des saucisses et des jambons, du lard et du bacon, ainsi que des pâtés en boîte.
Des artisans cordonniers, ferblantiers, tonneliers, maréchaux-ferrants ou menuisiers travaillent également dans le village.

## Tourisme
L'église Saint-Nicolas de Bačinci a été construite en 1805 ; elle est inscrite sur la liste des monuments culturels de grande importance de la république de Serbie.

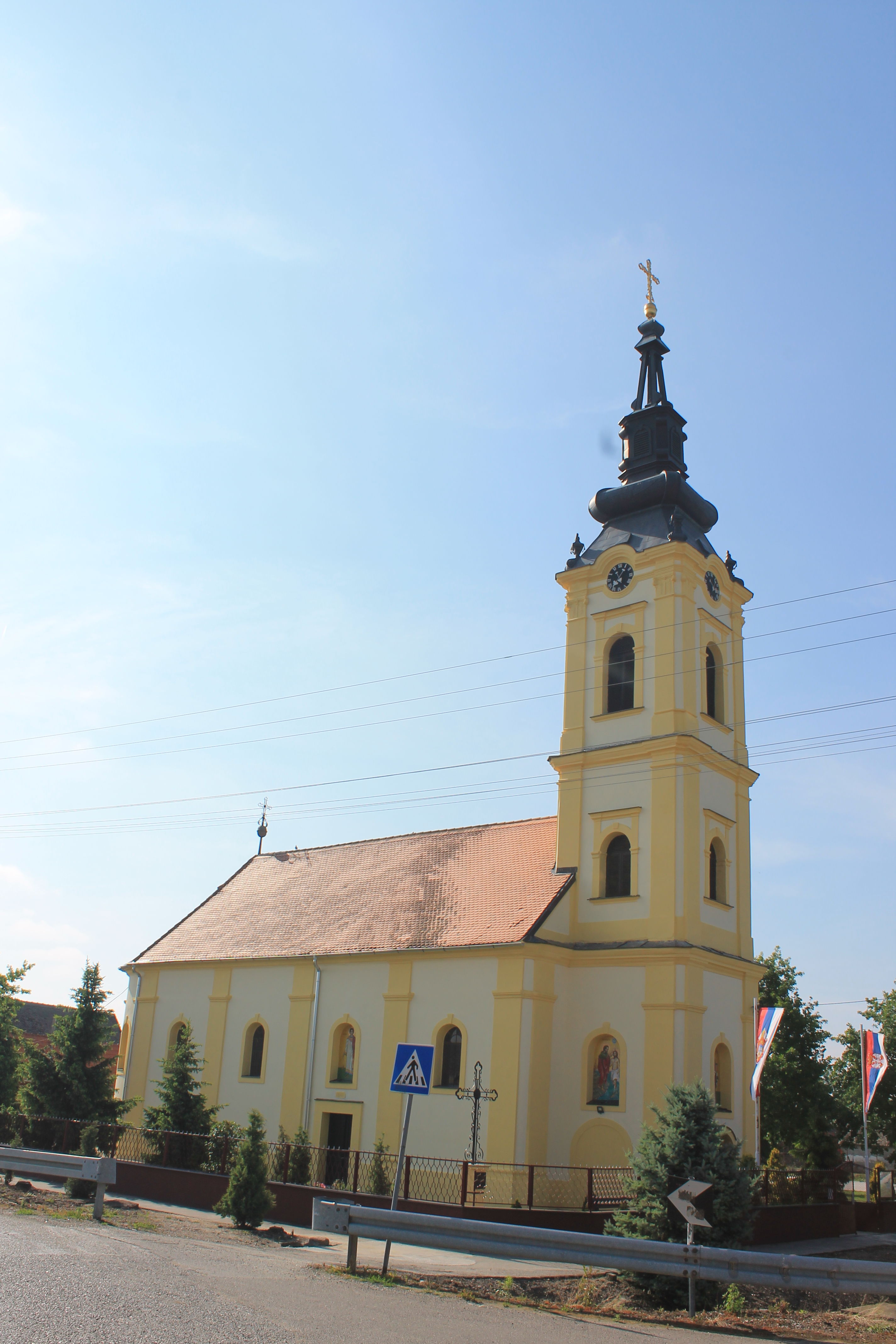
L'église Saint-Nicolas de Bačinci